# Vezérigazgató
A vezérigazgató (kisebb vállalkozás esetén ügyvezető igazgató) egy vállalat legmagasabb szintű operatív vezetője. Legfelsőbb szinten ő felel a vállalat sikerességéért, az egyes területek megfelelő működéséért.

## Jellemzői
Az üzleti nyelvben gyakran még magyar nyelvű környezetben is az angol megnevezés („chief executive officer”) rövidítését használva CEO-ként nevezik meg.
A vezérigazgató hivatalából eredően tagja a cég vezető testületének, az igazgatóságnak vagy management-nek. Amennyiben a vezérigazgató egy személyben az igazgatóság elnöke is, akkor elnök-vezérigazgató címet viselhet.